# Coloured

Coloureds como porcentaje del total de la población en Sudáfrica.
0–20 %
20–40 %
40–60 %
60–80 %
80–100 %

Densidad de la población Coloured en Sudáfrica.
<1 /km²
1–3 /km²
3–10 /km²
10–30 /km²
30–100 /km²
100–300 /km²
300–1000 /km²
1000–3000 /km²
>3000 /km²

En el contexto del África austral, en particular en la República de Sudáfrica, el término inglés coloured (en afrikáans: Bruinmense, Kleurlinge o Bruine Afrikaner; traducido al español aproximadamente como mulato o mestizo, aunque literalmente significa «persona de color» o «coloreada») se refiere principalmente al grupo étnico racialmente heterogéneo que posee ancestros europeos, asiáticos y de varias tribus bantú y joisán del sur de África. Además de la extensa combinación de estas diversas herencias en el Cabo Occidental —en donde se desarrolló la cultura de los coloureds del Cabo y la cultura asociada de los malayos del Cabo— en otras partes del sur de África, su desarrollo ha sido, por lo general, el resultado del encuentro de dos grupos diferentes. Los estudios genéticos sugieren que el grupo tiene los niveles de mestizaje más altos del mundo. No obstante, se descubrió que la contribución materna (femenina) a esta población mulata, medida en estudios de genoma mitocondrial, provenía principalmente de la población !koisán.

## Antecedentes
El origen del mestizaje en Sudáfrica surge mediante numerosas uniones sexuales interraciales entre europeos occidentales con mujeres !koisanas en la Colonia del Cabo a partir del siglo XVII.
En KwaZulu-Natal, la mayoría de los mulatos tienen ascendencia británica y zulú, mientras que los de Zimbabue son el resultado de la mezcla entre los pueblos shona o ndebele y colonos británicos y afrikáners. Por otro lado, los grikua son descendientes de !koisanes y trekboers. Pese a estas importantes diferencias, el hecho de que su ascendencia provenga de más de un grupo racial naturalizado los convierte en coloureds en el contexto del sur de África. Estas personas no necesariamente se identifican a sí mismas como tales; algunos prefieren llamarse negros, !koisán o simplemente sudafricanos. La historia de la segregación racial en Sudáfrica y en los países vecinos hizo que los gobiernos agrupen a todas las personas mestizas o mulatas en una relación común. Los gobiernos imperiales y del apartheid los categorizaron como coloureds. Además, otros grupos étnicos también los han visto como un grupo separado.
Durante el apartheid, para poder mantener las divisiones y mantener una sociedad enfocada en la raza, el gobierno utilizó el vocablo coloured para describir uno de los cuatro grupos raciales principales identificados por ley: Negros, Blancos, Coloureds e Indios (en inglés, Blacks, Whites, Coloureds e Indians. Los cuatro términos eran escritos con mayúsculas en las leyes de la época del apartheid).
Muchos griquas comenzaron a identificarse a sí mismos como coloureds durante la época del apartheid. Había algunas ventajas en ser clasificado como mulato. Por ejemplo, los coloureds no tenían que llevar consigo un dompas (un documento de identidad diseñado para limitar los movimientos de la población no blanca), mientras que los griquas, quienes eran un pueblo nativo africano, sí tenían que hacerlo.
Los mulatos son una mayoría relativa de la población en la Provincia Occidental del Cabo (48,8 % de la población) y una minoría grande en las provincias de Septentrional (40,3 %) y Oriental (8,3 %) del Cabo. La mayoría habla afrikáans, mientras que un veinte por ciento de los coloureds hablan inglés como lengua materna, la mayoría de ellos en la Provincia Oriental del Cabo y KwaZulu-Natal. Sin embargo, prácticamente todos los coloureds de la Ciudad del Cabo son bilingües. Algunos pueden cambiar de código fácilmente entre Kaapse taal (un dialecto criollo de afrikáans hablado más que todo en Cape Flats), suiwer Afrikaans (afrikáans formal utilizado en los colegios y la prensa), y el inglés sudafricano.

### Genética
Por lo menos un estudio genético indica que los coloureds del Cabo tienen ascendencia proveniente de los siguientes grupos étnicos:
- Koisán: (32-43 %)
- Bantú, principalmente del sur de África: (20-36 %)
- Pueblos de Europa Occidental, principalmente de los Países Bajos: (21-28 %)
- Pueblos del sur y el sureste de Asia: (9-11 %)

La mezcla genética parece estar marcada fuertemente según el género, siendo la mayoría del material genético materno de origen !koisán, lo que significa que la población mulata es predominantemente el resultado de europeos y africanos que se encontraron con mujeres koisanas.

## Antes de 1948
Los coloureds jugaron un papel importante en la lucha en contra del apartheid y sus políticas predecesoras. La Organización Política Africana, creada en 1902, era de membresía exclusivamente coloured; su líder Abdullah Abdurahman organizó y congregó los esfuerzos políticos de la comunidad mestiza durante muchos años. Muchas personas mestizas luego se unirían al Congreso Nacional Africano y el Frente Democrático Unido. Ya sea en estas organizaciones u otras, muchos coloureds participaron activamente en la lucha contra el apartheid.
Los derechos políticos de los mestizos variaron según el lugar y con el paso del tiempo. En el siglo XIX tenían, en teoría, derechos similares a los blancos en la Colonia del Cabo (aunque las calificaciones para ingresos y propiedad los afectaban desproporcionadamente). En la República de Transvaal o en el Estado Libre de Orange tenían pocos derechos. Coloureds fueron elegidos al consejo municipal de Ciudad del Cabo, incluyendo a Abdurahman durante muchos años. El establecimiento de la Unión de Sudáfrica le dio a los coloureds el derecho al voto, aunque para 1930 estaban limitados a la elección de representantes blancos. Frecuentemente boicoteaban las elecciones en protesta a esto. Esto puede que haya ayudado a la elección del Partido Nacional en 1948, ya que sus programas de apartheid tenían la intención de quitarle a los mestizos los poderes de votación que les quedaban.
Los coloureds también fueron objeto de traslados forzosos. Por ejemplo, el gobierno desalojó forzosamente a los coloureds del multicultural Distrito Seis de Ciudad del Cabo, el cual sería demolido más adelante. Los habitantes del distrito fueron trasladados a secciones diseñadas racialmente del área metropolitana en Cape Flats. Además, bajo el apartheid, los coloureds recibían una educación inferior a la de los blancos. No obstante, era mejor que la proveída a los sudafricanos negros.

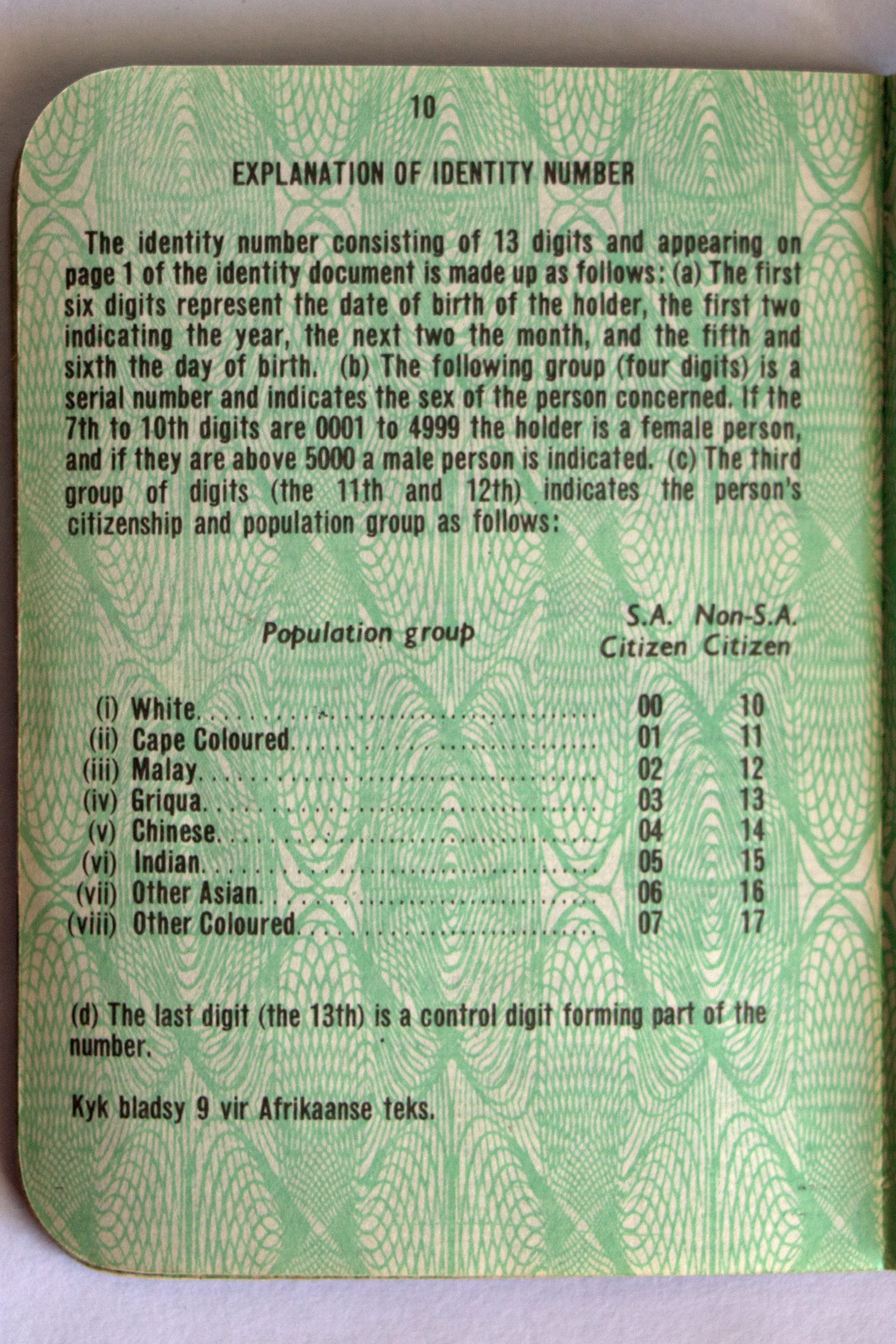
Explicación de los números de identificación de Sudáfrica en un documento de identidad durante la época del apartheid en términos de subgrupos poblacionales oficiales de Blancos, Coloureds e Indios

## Apartheid(1948-1992)
J. G. Strijdom, conocido como el León del Norte, trabajó para restringir los derechos de los coloureds, finalmente quitándoles el derecho al voto. El gobierno de Strijdom expandió los curules del senado de 48 a 89. Todos los 41 miembros adicionales eran del Partido Nacional, lo que incrementó su representación en el senado a 77 miembros en total. Además, la Appellate Division Quorum Bill incrementó el número de jueces necesarios para decisiones constitucionales en la Corte de Apelaciones de cinco a once. Strijdom, sabiendo que contaba con la mayoría de dos tercios, celebró una sesión conjunta del parlamento en mayo de 1956 para votar sobre la cláusula sobre el voto de los coloureds. Esta cláusula, conocida como la Ley Sudafricana, fue enmendada.
Los coloureds fueron puestos en un padrón electoral separado, el cual podía elegir a cuatro blancos para que los representen en el parlamento. Dos blancos serían elegidos al Consejo Provincial del Cabo, y el gobernador general podía designar un senador. Hubo una fuerte oposición a esto, tanto de negros como de blancos. Organizaciones como el Torch Commando y el Black Sash (mujeres que se vestían uniformemente y se posicionaban en esquinas llevando pancartas) fueron importantes en su momento.
Muchos coloureds se rehusaron a registrarse en el nuevo padrón electoral. El número de votantes mestizos cayó drásticamente. En la siguiente elección solo 50,2 % de ellos votó. Muchos no tenían ningún interés en votar solamente por representantes blancos, una actividad que muchos vieron sin sentido.
Bajo la Ley de Registro de la Población, según fue enmendada, los mestizos fueron formalmente clasificados en varios subgrupos, entre ellos los coloureds del Cabo, los Malayos del Cabo y "otros coloureds". Una porción de la pequeña comunidad china de Sudáfrica también fue clasificada como mestiza.
En 1958, el gobierno estableció el Departamento de Asuntos Coloureds (Department of Coloured Affairs en inglés), seguido en 1959 por el Sindicato para Asuntos Coloureds. Este último tenía 27 miembros y servía como un lazo de asesoría entre el gobierno los coloureds.
En 1964 el Consejo Representativo de Personas Coloured terminó siendo una reforma que nunca se concretó. En 1969, los coloureds eligieron cuarenta al consejo para suplementar los veinte que eran nominados por el gobierno, llevando sus números a sesenta.
Luego del referéndum de 1983, en el cual 66,3 % de los votantes blancos apoyaron el cambio, la constitución de Sudáfrica fue reformada para permitir a las minorías coloured y asiática contar con participación limitada en cámaras separadas y subordinadas en un parlamento tricameral. Esto fue parte de un cambio en el que a la minoría coloured se le permitieron derechos limitados, pero la mayoría negra se convertiría en ciudadanos de los bantustanes independientes. Estos cambios específicos para estas minorías fueron eliminados con las negociaciones que tuvieron lugar a partir de 1990 para otorgar a todos los sudafricanos el derecho al voto.
La difuminación de las fronteras étnicas entre la gente de color y los blancos pobres fue la principal motivación para la introducción de la Ley de Áreas de Grupo en 1950. La ley prescribe la propiedad y ocupación de la tierra por motivos raciales.

## Después de 1992
Durante las elecciones sin restricciones de raza de 1994, muchos coloureds votaron por el Partido Nacional, el cual los había oprimido en el pasado. El Partido Nacional se refundó a sí mismo como el Nuevo Partido Nacional, en parte para atraer a votantes no blancos. Esta alianza política, en ocasiones increíble para observadores externos, ha sido explicada en términos del idioma común de los mulatos y blancos del Nuevo Partido Nacional (afrikáans), la oposición a los programas de discriminación positiva que podrían dar preferencia a los negros puros, o los antiguos privilegios (tales como trabajos municipales) que el pueblo coloured temía perder bajo el hipotético gobierno del Congreso Nacional Africano.
Desde entonces la identidad política de los coloureds ha continuado siendo de importancia en la Provincia del Cabo Occidental, en especial para partidos de la oposición. Ven en esta provincia como un lugar en el que pueden ganar espacios contra el dominante Congreso Nacional Africano. La Alianza Democrática obtuvo algo de apoyo de los votantes del Nuevo Partido Nacional. El Nuevo Partido Nacional colapsó luego de las elecciones de 2004. El apoyo de los coloureds ayudó a la victoria de la Alianza Democrática en las elecciones municipales de Ciudad del Cabo en 2006.
Patricia de Lille, la alcaldesa de Ciudad del Cabo y la fundadora de los Demócratas Independientes, no utiliza la etiqueta de coloured para describirse a sí misma, pero sería considerada como tal por muchas personas. El partido buscó el voto de los mestizos Peter Marais (anteriormente un líder provincial del Nuevo Partido Nacional) también ha buscado proyectar la imagen de su Nuevo Partido Laborista como la voz política del pueblo coloured.
El Congreso Nacional Africano ha tenido apoyo y miembros de la comunidad mestiza antes, durante y después de la era del apartheid: Ebrahim Rasool (ex primer ministro del Cabo Occidental), Dipuo Peters, Beatrice Marshoff, Manne Dipico, John Schuurman y Allan Hendrickse han sido políticos importantes que han estado asociados con el Congreso Nacional Africano. La Alianza Democrática ganó el control del Cabo Occidental durante las elecciones nacionales y provinciales de 2009 y desde entonces ha negociado una alianza con los Demócratas Independientes. El Congreso ha tenido un éxito moderado entre los votantes coloureds, en especial los votantes coloured afiliados a sindicatos y de clase media.. En las elecciones de 2004, la apatía de los votantes fue alta en áreas históricamente mestizas. Desde las elecciones de 2009 los mestizos han ido basculando progresivamente hacia el gran partido de la oposición (Democratic Alliance) (Provincia Occ. del Cabo y la misma Ciudad del Cabo), territorios donde los mestizos son el grupo mayoritario.[cita requerida]
Desde el censo de 2011 los coloured se han convertido en la primera minoría del país, superando a la población blanca. Para el año 2024 los coloured representan el 8,5 por ciento del total de población sudafricana, aunque su peso relativo en la población total ha ido descendiendo desde fines del siglo XX.

## Matrimonios interraciales en la época pos-apartheid
Según el Christian Science Monitor, aproximadamente cuatro de cien matrimonios sudafricanos se dan entre miembros de los cuatro principales grupos étnicos del país, siendo los matrimonios interraciales mucho menos comunes entre los sudafricanos negros que entre los sudafricanos blancos. No se sabe cuántos descendientes de relaciones interraciales en la era pos-apartheid se identifican a sí mismos como coloureds o con el grupo etno-cultural.

## África austral

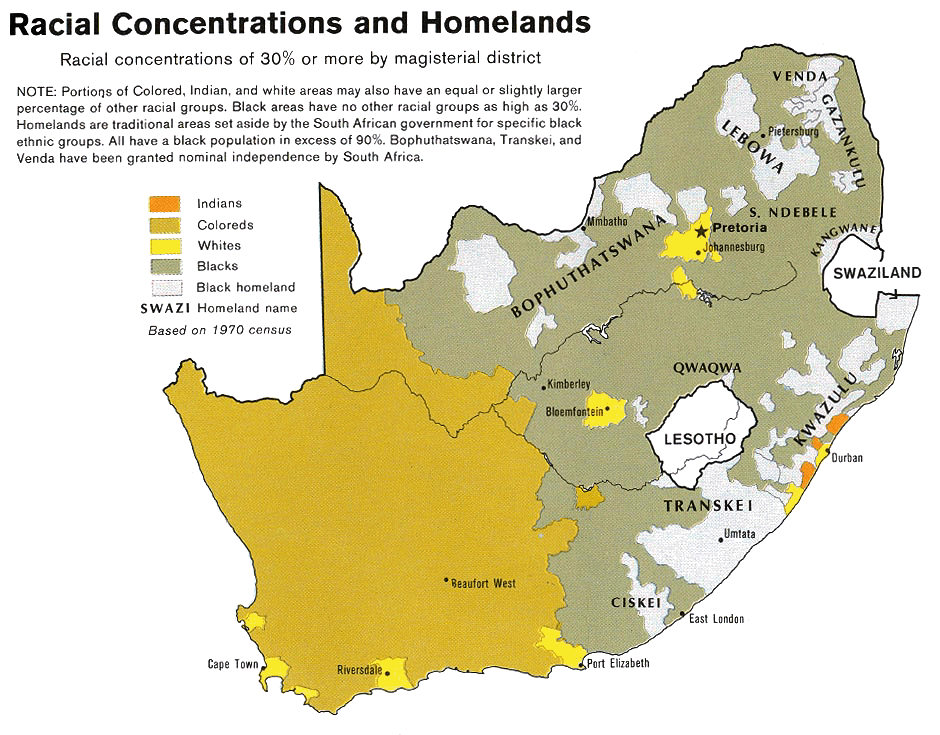
Mapa demográfico-racial de Sudáfrica publicado por la CIA en 1979, con datos del censo sudafricano de 1970.

El término coloured también es utilizado para describir personas mulatas en Namibia, específicamente para referirse a aquellas de ascendencia koisán y blanca. Los basters de Namibia constituyen un grupo étnico separado que algunas veces son considerados como un subgrupo de la población mulata de ese país. Bajo el gobierno de Sudáfrica, las políticas y leyes del apartheid fueron extendidas a lo que en ese entonces se conocía como África del Suroeste, y el tratamiento de los coloureds de Namibia era similar al que recibían los mestizos en Sudáfrica.
El término coloured o goffal también es utilizado en Zimbabue, en donde, a diferencia de Sudáfrica y Namibia, la mayoría de las personas mestizas son de ascendencia únicamente africana y europea, siendo los descendientes de los hijos de hombres europeos y mujeres shona y ndebele; no obstante, algunas familias mestizas son descendientes de inmigrantes mestizos de Sudáfrica que se casaron con mujeres locales. Bajo el gobierno de la minoría blanca en Rodesia, los mulatos tenían más privilegios que los africanos negros, incluyendo el derecho al voto, pero aun así sufrían una discriminación seria. El vocablo coloured también es utilizado en Suazilandia.

## Cocina
Mucha de la cocina sudafricana tiene sus raíces entre la población mestiza. Se dice que bobotie, platos de snoek, koeksisters, bredies, roti malayos son comidas esenciales de los coloureds al igual que de otros sudafricanos.

## Otros usos en países anglófonos
El término en inglés estadounidense (escrito colored) tiene un significado relacionado pero diferente. Primeramente fue utilizado para referirse a personas de ascendencia africana, con la excepción del estado de Luisiana, en donde personas libres de color se refería legalmente a personas de ascendencia mestiza europea y del África subsahariana. el uso del término para describir a personas de ascendencia africana hoy en día es considerado arcaico y ofensivo en la mayoría de los contextos. Continúa siendo parte del título del National Association for the Advancement of Colored People, una importante organización afroestadounidense fundada en 1909. Además, algunos miembros de la comunidad afroestadounidense utilizan la palabra colored como una etiqueta racial/étnica aceptable cuando la utilizan para sí mismos o es utiliza de forma respetuosa. Hoy en día gente de color (en inglés, people of color) es utilizado más comúnmente que colored. En el contexto de los Estados Unidos, la frase se refiere más generalmente a todas las personas que no se describen a sí mismo como blancos, incluyendo a personas de ascendencia asiática, nativa americana y africana. En el Reino Unido, coloured también ha sido utilizado para referirse a cualquier persona que no se describa a sí mismo como blanco.